# Malcolm Smith (Politiker, 1856)

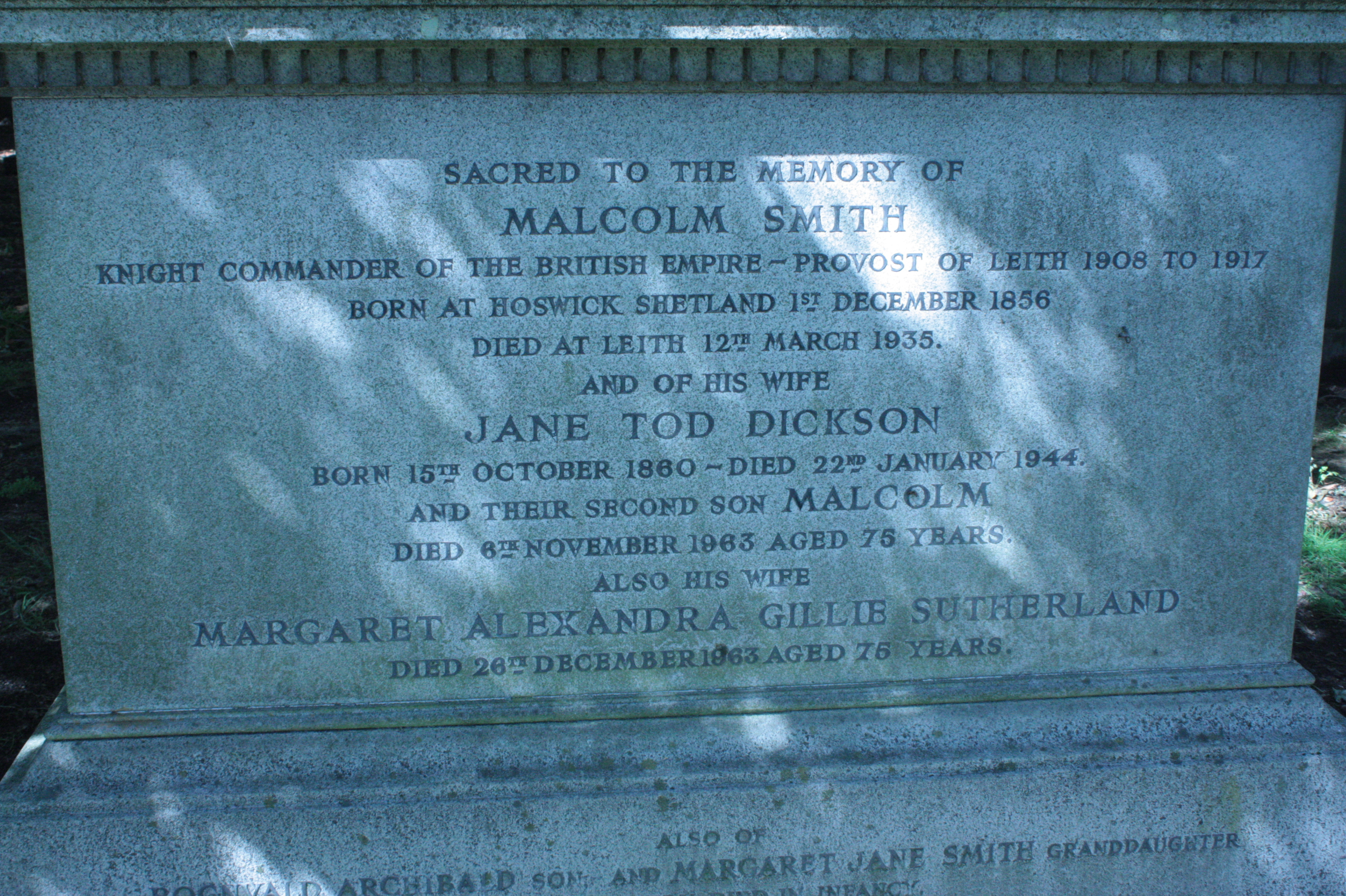
Grabstein Smiths auf dem Warriston Cemetery in Edinburgh

Sir Malcolm Smith KBE (* 1. Dezember 1856 in Hoswick, Mainland, Shetland, Schottland; † 12. März 1935 in Leith, Schottland) war ein schottischer Politiker der Liberal Party.

## Leben
Smith wurde 1856 als Sohn von Peter Halcrow Smith aus Lerwick geboren. 1883 heiratete er Jane Tod Dickson. Zwischen 1908 und 1917 war er als Provost von Leith tätig. Außerdem war Smith seit 1911 Mitglied des schottischen Fischereiausschusses. 1920 wurde ihm der britische Verdienstorden in der Ausprägung eines Knight Commanders verliehen.

## Politischer Werdegang
Erstmals trat Smith bei Nachwahlen im Jahre 1914 im Wahlkreis Leith Burghs als Kandidat der Liberal Party auf politischer Ebene in Erscheinung. Mit einer Differenz von nur 16 Stimmen unterlag Smith dem konservativen Kandidaten George Welsh Currie. Nachdem der liberale Politiker Cathcart Wason, welcher den Wahlkreis Orkney and Shetland seit den Unterhauswahlen 1900 im House of Commons vertrat, im April 1921 verstarb, wurden in dem Wahlkreis Nachwahlen erforderlich. Zu diesen trat Smith an und erlangte das Unterhausmandat ohne Gegenkandidat. Am 30. Mai desselben Jahres wurde Smith im Parlament vereidigt. Als Unterstützer der konservativ-liberalen Koalitionsregierung trat Smith bei den Wahlen 1922 für Orkney and Shetland an. Er unterlag jedoch dem liberalen Gegenkandidaten Robert William Hamilton und schied aus dem Parlament aus.